# クリシュナ・ラージャ2世
クリシュナ・ラージャ2世（カンナダ語：ಇಮ್ಮಡಿ ಕೃಷ್ಣರಾಜ ಒಡೆಯರ್, ：Krishna Raja II, 1728年 - 1766年4月25日）は、南インドのカルナータカ地方、マイソール王国の君主（在位：1734年 - 1766年）。チッカ・クリシュナ・ラージャ（Chikka Krishna Raja）とも呼ばれる。

## 生涯

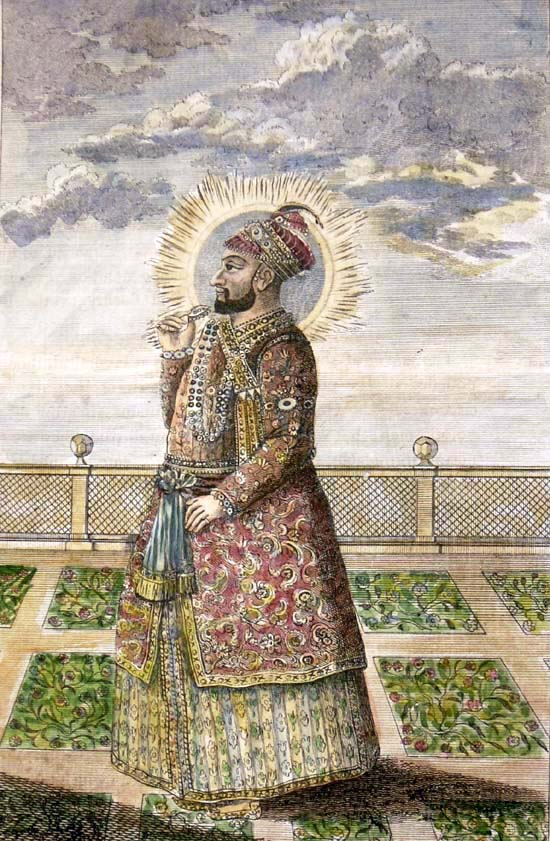
ハイダル・アリー

1734年6月10日、マイソール王であるチャーマ・ラージャ7世が廃位されたことにより、クリシュナ・ラージャ2世が故クリシュナ・ラージャ1世の妃の養子となり王位を継承した。
その治世、王国のムスリム軍人であるハイダル・アリーがカーナティック戦争などで功を挙げ、1759年までにダラヴァーイー（軍総司令官）として王国の実権を握った。
1760年8月22日、マラーター王国と結んだ反ハイダル・アリー派をは政変を起こし、ハイダル・アリーを失脚させたのち、シュリーランガパトナから追放した。
だが、まもなくハイダル・アリーは勢力を盛り返し、翌1761年6月には再び王国の実権を握った。クリシュナ・ラージャ2世はこれを認めざるを得ず、彼をサルヴァーディカーリー（首席大臣）に任命した。
1763年3月、ハイダル・アリーはケラディ・ナーヤカ朝を滅ぼし、アラビア海に面したカナラ地方の併合に成功した。彼はこの王朝の首都であるビダヌールをハイダルナガルと改名し、シュリーランガパトナに代わる自身の拠点とした。
1766年4月25日、クリシュナ・ラージャ2世は死亡し、息子のナンジャ・ラージャが王位を継承した。